# Société La Nationale
Société La Nationale est un constructeur automobile français.

## Production
La fondation de la nouvelle société a été scellée par un notaire le 22.06.1898. Le capital social s’élevait à 25 000 francs.
L’entreprise parisienne a commencé à construire une petite automobile en 1899. L’atelier était situé au 28 Rue de Châteaudun.
Le seul véhicule de La Nationale était équipé d’un moteur V2 de 4 HP de puissance. Le moteur monté à l’avant entraînait l’essieu arrière par l’intermédiaire de courroies. Le moteur pouvait fonctionner à la fois à l’essence et au pétrole.
La même année 1898, la société est complètement liquidée.